# María Ana Mancini
María Ana Mancini, duquesa de Bouillon (1649-29 de junio de 1714), fue una aristócrata italiana y mecenas de la cultura, la más joven de las cinco famosas hermanas Mancini, quienes junto con dos de sus primas Martinozzi fueron conocidas en la corte de Luis XIV como las Mazarinettes debido a que su tío, el cardenal Mazarino, era primer ministro del rey. María Ana es conocida por su implicación en el asunto de los venenos, así como por ser benefectora de La Fontaine.  

## Familia
María Ana fue hija del barón Lorenzo Mancini, aristócrata italiano practicante de la nicromancia y la astrología, y de Girolama Mazzarini. Tras la muerte del barón en 1650, su viuda llevó a sus hijas a París con la esperanza de lograr matrimonios ventajosos para ellas gracias a la influencia de su hermano, el cardenal Mazarino.
Las otras hermanas Mancini fueron:
- Laura Mancini (1636-1657), la mayor, quien contrajo matrimonio con Luis de Borbón, duque de Vendôme, nieto del rey Enrique IV y su amante, Gabrielle de Estrées.
- Olimpia Mancini (1638-1708), quien contrajo matrimonio con Eugenio Mauricio, conde de Soissons.
- María Mancini (1639-1715), la tercera de las hermanas, considerada la menos hermosa, aunque la única que logró atraer la atención del rey Luis XIV. De hecho, el rey deseaba casarse con ella, aunque finalmente abandonó su propósito por razones políticas. María contrajo matrimonio posteriormente con el príncipe Lorenzo Colonna, quien declaró sentirse sorprendido al descubrir que su esposa era virgen, afirmando que no esperaba encontrar "inocencia entre los amores de los reyes".
- Hortensia Mancini (1646-1699), la más hermosa de la familia. Tras refugiarse en Inglaterra huyendo de su esposo, Armand Charles de la Porte, duque de La Meilleraye, se convirtió en la amante del rey Carlos II.

Las Mancini no fueron las únicas mujeres de la familia que el cardenal Mazarino llevó a la corte, siendo las otras las primas de María Ana, hijas de la hermana mayor de Mazarino. La mayor, Laura Martinozzi, contrajo matrimonio con Alfonso IV de Este, duque de Módena, con quien tuvo a María de Módena, esposa de Jacobo II de Inglaterra. La más joven, Ana María Martinozzi, contrajo matrimonio con Armando de Borbón, príncipe de Conti.
Las Mancini tuvieron tres hermanos: Pablo, Felipe y Alfonso, siendo el segundo de ellos amante de Felipe de Francia, hermano de Luis XIV.

## Primeros años
María Ana se trasladó a París mucho después que sus hermanas, en 1655, teniendo por aquel entonces seis años. Considerada una joven hermosa, fue descrita como "la más ingeniosa y vivaz de las hermanas", pese a que Hortensia era la favorita del cardenal Mazarino. María Ana solía, además, entretenerse con diversiones típicas de la corte, como la danza.
En 1657, su hermana mayor, Laura, falleció al dar a luz, siendo el cuidado de sus tres hijos encomendado a María Ana, pese a que apenas tenía unos cuantos años más que sus sobrinos. El más joven, Julio César, murió tres años después, en 1660, mientras que sus hermanos mayores, Luis José y Felipe, sobrevivieron a la infancia, convirtiéndose ambos en soldados y llegando a ser el primero un reconocido general.

## Matrimonio y patronazgo

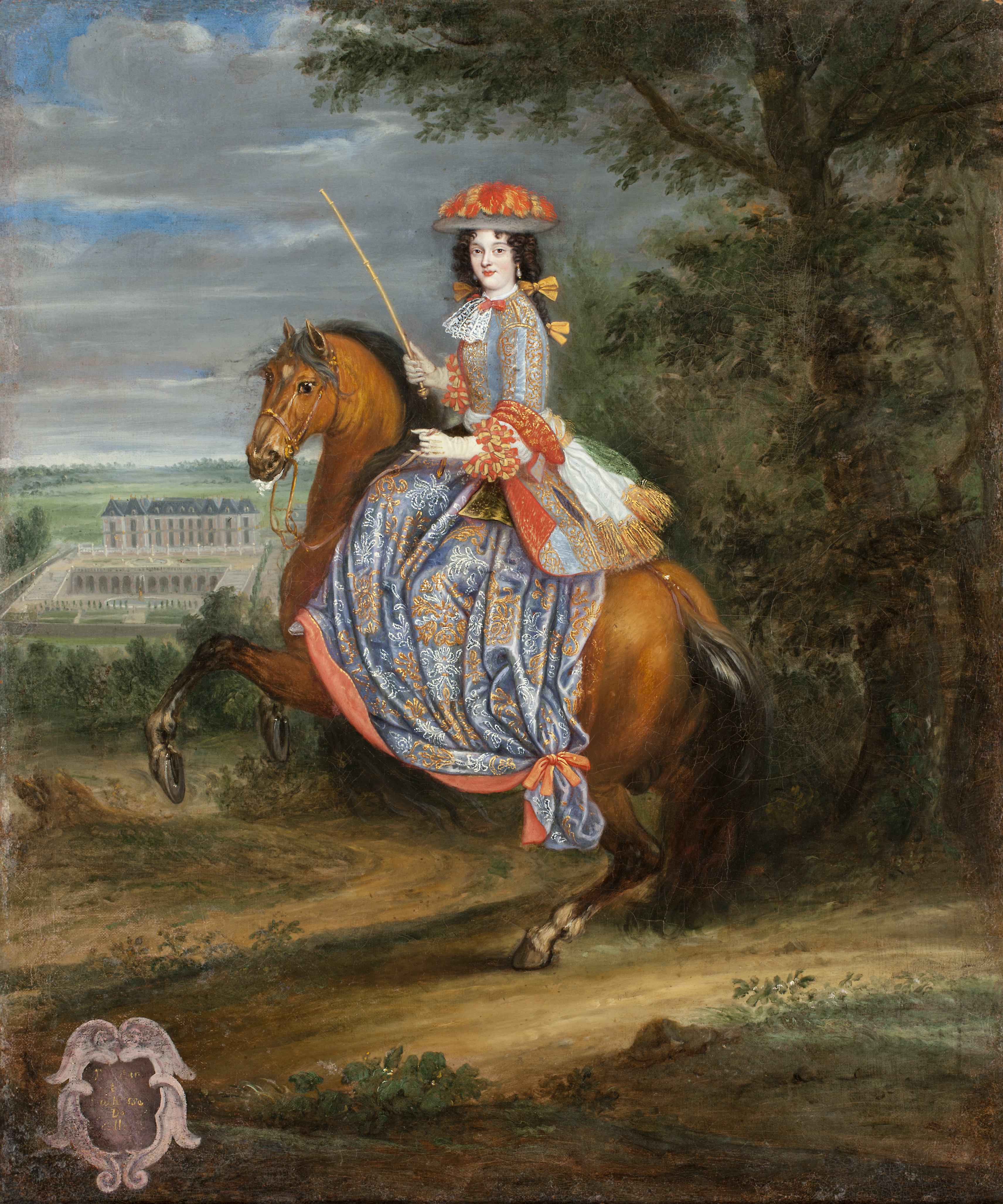
Retrato de la duquesa de Bouillon (1670).

Su tío, el cardenal Mazarino, murió en 1661, cuando María Ana tenía trece años. La noche previa a su deceso, el mariscal Enrique, vizconde de Turena, acudió a su lecho con el fin de solicitar la mano de María Ana en nombre de su sobrino, Godofredo Mauricio de La Tour d'Auvergne, duque de Bouillon. Un año después, el 22 de abril de 1662, María Ana contrajo matrimonio con el duque en el hôtel de Soissons en presencia, entre otros, del rey Luis XIV y de la reina.
Su esposo, pese a ser descrito como un buen soldado, era considerado un hombre pésimo en lo relativo al mundo de la literatura. María Ana, mujer inteligente y ambiciosa, decidió perseguir sus interés políticos y literarios, estableciendo un pequeño salón en su nueva residencia, el Hôtel de Bouillon. María Ana es conocida, en parte, por su interés por la literatura y por otorgar su patronazgo al por aquel entonces joven La Fontaine.
María Ana y su esposo tuvieron un matrimonio feliz. El duque la amaba y toleraba sus infidelidades, negándose a encerrarla en un convento por cometer adulterio, tal y como deseaba la familia de él. En una ocasión, cuando María Ana se refugió en un convento por temor a la familia de su esposo tras descubrirse una de sus aventuras amorosas, el duque le pidió abandonar el convento y regresar a su lado.

## El asunto de los venenos

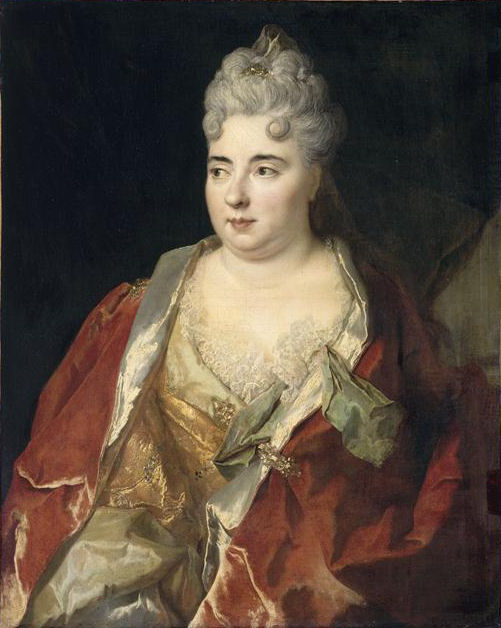
Retrato de María Ana Mancini, por Nicolas de Largillière (1700).

María Ana se vio política y socialmente comprometida en el conocido como asunto de los venenos, tras haber planeado supuestamente con Adam Lesage el envenenamiento de su esposo, con el fin de poder casarse con su sobrino Luis José, duque de Vendôme.
Al contrario que su hermana mayor, Olimpia, quien fue expulsada de Francia, María Ana nunca llegó a ser castigada tan severamente por Luis XIV. Su juicio comenzó el 29 de enero de 1680, presentándose escoltada por su esposo y por su amante, Vendôme, declarando su negativa a aceptar la autoridad de la corte y afirmando que respondía ante ella por respeto al rey. María Ana declaró que tanto ella como Vendôme sólo habían expresado un deseo frívolo e inofensivo a Lesage, y que si en verdad pensaban que ella quería matar a su marido, podían preguntarle a su esposo si así lo creía él, pues el duque había acudido con ella a la corte.
María Ana fue absuelta por falta de pruebas, si bien fue desterrada a las provincias por orden de Luis XIV. Tras pasar algún tiempo en Nérac, pudo regresar a París y a la corte real en 1681, habiéndose ganado la admiración de la aristocracia por su inteligencia y valentía durante el juicio, aunque no volvió a ver al rey nunca más, siendo nuevamente desterrada a las provincias por el monarca en 1685, esta vez por un período de cinco años. Luis XIV le permitió volver en 1690, esta vez de forma permanente, si bien María Ana prefirió mantenerse alejada de la corte por el resto de su vida.